# Cali Condors
Pour les articles homonymes, voir Cali et Condor.
Cali Condors est une équipe de nageurs professionnels basée à San Francisco, aux États-Unis, et qui participe à l'International Swimming League depuis sa création en 2019.